# Diocesi di Baliana
La diocesi di Baliana (in latino: Dioecesis Balianensis) è una sede soppressa e sede titolare della Chiesa cattolica.

## Storia
Baliana, identificabile con L'Hillil nell'odierna Algeria, è un'antica sede episcopale della provincia romana della Mauritania Cesariense.
Unico vescovo che si può attribuire con certezza a questa antica diocesi africana è Cecilio, il cui nome appare al 91º posto nella lista dei vescovi della Mauritania Cesariense convocati a Cartagine dal re vandalo Unerico nel 484; Cecilio, come tutti gli altri vescovi cattolici africani, fu condannato all'esilio.
Morcelli assegna a Baliana anche Pancrazio, che partecipò al concilio di Cabarsussi, celebrato il 24 giugno 393 dai massimianisti, setta dissidente dei Donatisti, e ne firmò gli atti come episcopus Balianensis. Tuttavia, molti studiosi ritengono inammissibile che un vescovo della Mauritania Cesariense abbia preso parte ad una riunione in Bizacena tra vescovi che appartenevano tutti a quest'ultima regione; Toulotte infatti assegna Pancrazio alla diocesi di Buleliana.
Dal 1933 Baliana è annoverata tra le sedi vescovili titolari della Chiesa cattolica; dal 10 luglio 2001 il vescovo titolare è Andrés Arteaga Manieu, vescovo ausiliare di Santiago del Cile.

## Cronotassi

### Vescovi residenti
- Pancrazio ? † (menzionato nel 393) (vescovo donatista)

- Cecilio † (menzionato nel 484)

### Vescovi titolari
- Georges Six, C.I.C.M. † (26 febbraio 1934 - 24 novembre 1952 deceduto)
- Martín Fulgencio Elorza Legaristi, C.P. † (3 ottobre 1953 - 30 dicembre 1966 deceduto)
- Juan Eliseo Mojica Oliveros † (20 febbraio 1967 - 4 giugno 1970 nominato vescovo di Jericó)
- Josip Sálac † (16 giugno 1970 - 19 dicembre 1975 deceduto)
- Ferdinand Maemba Liwoke (17 marzo 1983 - 28 agosto 1987 nominato vescovo di Lolo)
- Carlos Prada Sanmiguel † (20 gennaio 1988 - 21 giugno 1994 nominato vescovo di Duitama-Sogamoso)
- José Gonzalez Alonso (7 dicembre 1994 - 20 giugno 2001 nominato vescovo di Cajazeiras)
- Andrés Arteaga Manieu, dal 10 luglio 2001